# Cherestur, Timiș
Cherestur (în maghiară Pusztakeresztúr) este un sat în comuna Beba Veche din județul Timiș, Banat, România. După primul război mondial, satul a revenit Serbiei, conform Tratatului de la Trianon din 1920, apoi României, din 1924, urmare a Protocolului încheiat între România și Serbia la 24 noiembrie 1923 pentru rectificarea frontierei.